# Nomada formula
Nomada formula là một loài Hymenoptera trong họ Apidae. Loài này được Viereck mô tả khoa học năm 1902.